# Наратлинское сельское поселение
Наратлинское се́льское поселе́ние — муниципальное образование в Бугульминском районе Татарстана Российской Федерации.
Административный центр — село Наратлы.

## История
Статус и границы сельского поселения установлены Законом Республики Татарстан от 31 января 2005 года № 18-ЗРТ «Об установлении границ территорий и статусе муниципального образования "Бугульминский муниципальный район" и муниципальных образований в его составе».

## Население
| 2010 | 2011 | 2012 | 2013 | 2014 | 2015 | 2016 |
| ---- | ---- | ---- | ---- | ---- | ---- | ---- |
| 764  | ↘763 | ↘749 | ↘726 | ↘723 | ↘707 | ↘703 |
| 2017 | 2018 |      |      |      |      |      |
| ↗706 | ↘691 |      |      |      |      |      |

## Состав сельского поселения
| № | Населённый пункт | Тип населённого пункта       | Население |
| - | ---------------- | ---------------------------- | --------- |
| 1 | Ключевка         | село                         |           |
| 2 | Наратлы          | село, административный центр |           |
| 3 | Петровка         | посёлок                      |           |